# Cliché
Pour les articles homonymes, voir Cliché (homonymie).
Le cliché, comme le stéréotype, tire son origine des techniques de reproduction apparues au début du XIXe siècle dans l’imprimerie, pour copier exactement un document ou une page imprimée. L’expression « il tire son cliché » désignait dans les ateliers d’imprimerie l’individu qui répétait constamment la même chose. Le mot est ainsi devenu une figure de style, qui consiste en l'emploi d'une expression « stéréotypée » et banale à force d'utilisation dans la langue. La simple répétition d'une telle image banale conduit au cliché, lorsque celle-ci est reconnue par la communauté linguistique. Le nombre de clichés est très étendu, sachant qu'ils varient d'une époque à l'autre et d'un groupe linguistique à l'autre. Les effets sont souvent variables et relativement proches de l'ironie ; elle est proche de figures comme le lieu commun, le stéréotype et le poncif.

## Définition
Le cliché est une idée ou une formule que l'on retrouve très souvent répétée dans les mêmes termes et qui est devenue banale, usée. Il s'agit souvent de métaphores passées comme usuelles dans la langue, également appelées catachrèses. Des expressions comme « Un temps de chien » ou « Avoir une fièvre de cheval » sont d'usage très courant dans la langue, si bien qu'elles sont devenues automatiques et transparentes sémantiquement.

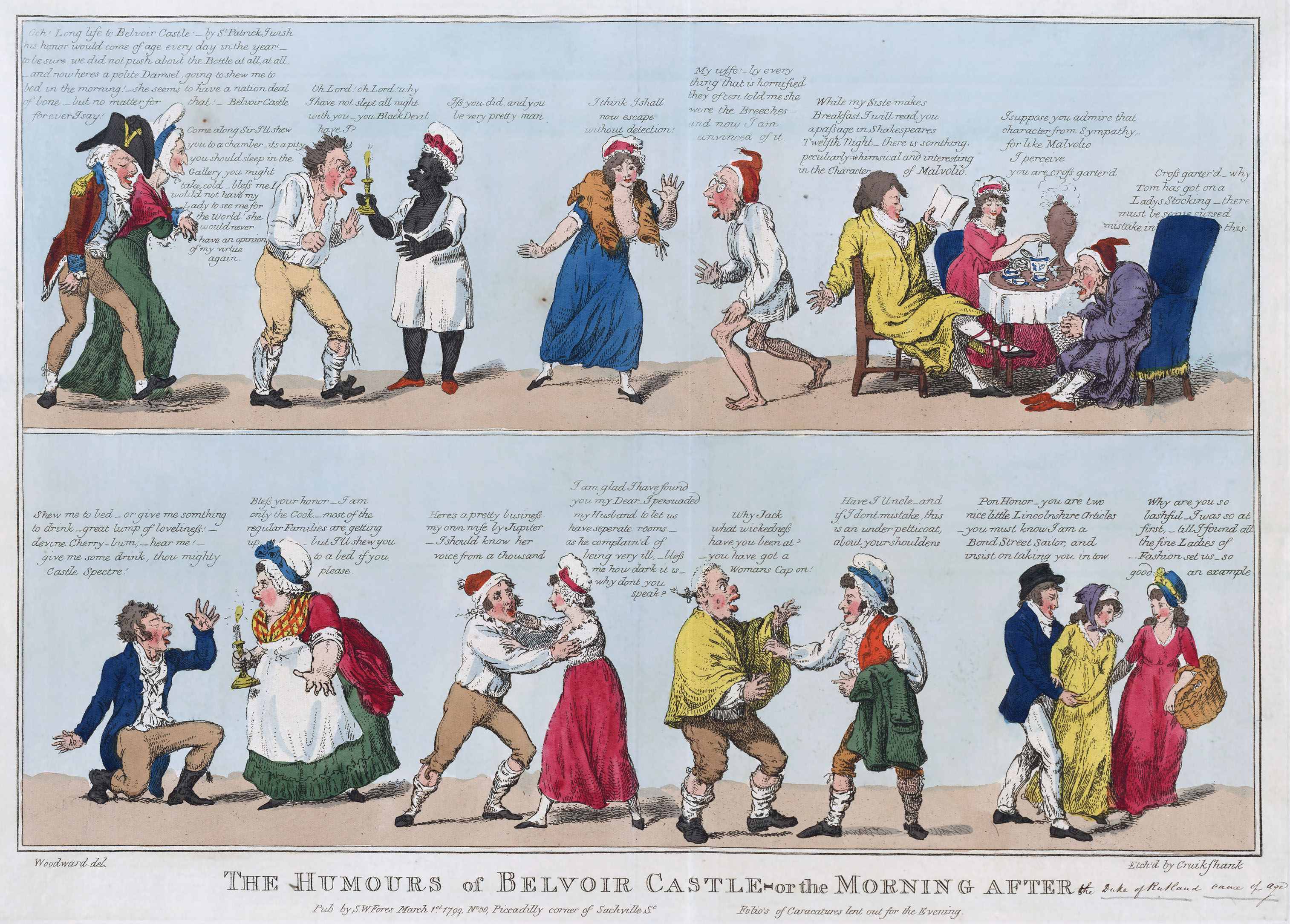
Le cliché est à la source du comique et de l'ironique.

Leur repérage est parfois, néanmoins, complexe. Hervé Laroche, dans son Dictionnaire des clichés littéraires explique ainsi que :

« Le cliché fonctionne (…) comme marquage de la qualité d'un texte : parce qu'il est précisément une habitude d'écriture, qu'il a été répété avec suffisamment de constance pour être reconnaissable comme participant d'une expression littéraire, le cliché joue le rôle d'une étiquette, d'un label. »

Autrement dit, rajoute l'auteur, sa compréhension est très variable du niveau de connaissance culturelle de l'interlocuteur. 
L'usage bivalent des termes de « cliché » et de « lieu commun », synonymes en pratique, reflète les deux faces du cliché. Remy de Gourmont, critique littéraire explique ainsi, à propos d'un roman « à clichés », ce qui « distingue le cliché du lieu commun. Le cliché "représente la matérialité de la phrase ; le lieu commun plutôt la banalité de l'idée". »

### Définition stylistique
Le cliché possède aussi, malgré lui, la faculté de situer l'action, car il nous est familier, facilement reconnaissable. Pour faire simple, on peut dire que l'identification d'un certain type de situations ou de personnages permet de reconnaître un certain type de film (par exemple, une musique lancinante et un personnage de tueur masqué permettent au spectateur de rattacher un film au cinéma d'horreur). C'est donc aussi un accès facile vers la compréhension de l'histoire, par le symbolisme, mais considéré sous un angle vulgarisant, ce qui rend ce terme péjoratif.
Le cliché peut concerner n'importe quelle catégorie linguistique (phrase, tournure, expression adverbiale, verbe, adjectif, substantif…). Il se forme souvent sur un éventail assez large de figures de style plus élémentaires comme la métaphore, l'ironie, l'hypallage, la métonymie, la personnification, l'allégorie ou encore la redondance ou pléonasme.
Le cliché est également à l'origine des types littéraires, principalement dans la constitution des personnages types ou des stéréotypes. On peut ainsi résumer en montrant que le cliché se fonde sur des analogies culturelles, partagées par tous, à l'instar d'archétypes.

### Genres concernés
Le cliché est une figure transversale à tous les genres littéraires, certainement celle la plus ancienne et la plus employée. Les premiers auteurs ont créé ainsi sans le vouloir des clichés, inédits à leurs époques mais banals de nos jours (la guerre de Troie, le cheval de Troie pour Homère, le déluge ou le buisson ardent de la Bible, etc.). Néanmoins, avec la fin de l'inspiration antique, le cliché devient en littérature signe de manque d'originalité : des auteurs sont ainsi oubliés de l'histoire littéraire car associés à des clichés (Octave Feuillet, Georges Ohnet, Paul-Loup Sulitzer, Barbara Cartland, etc.).

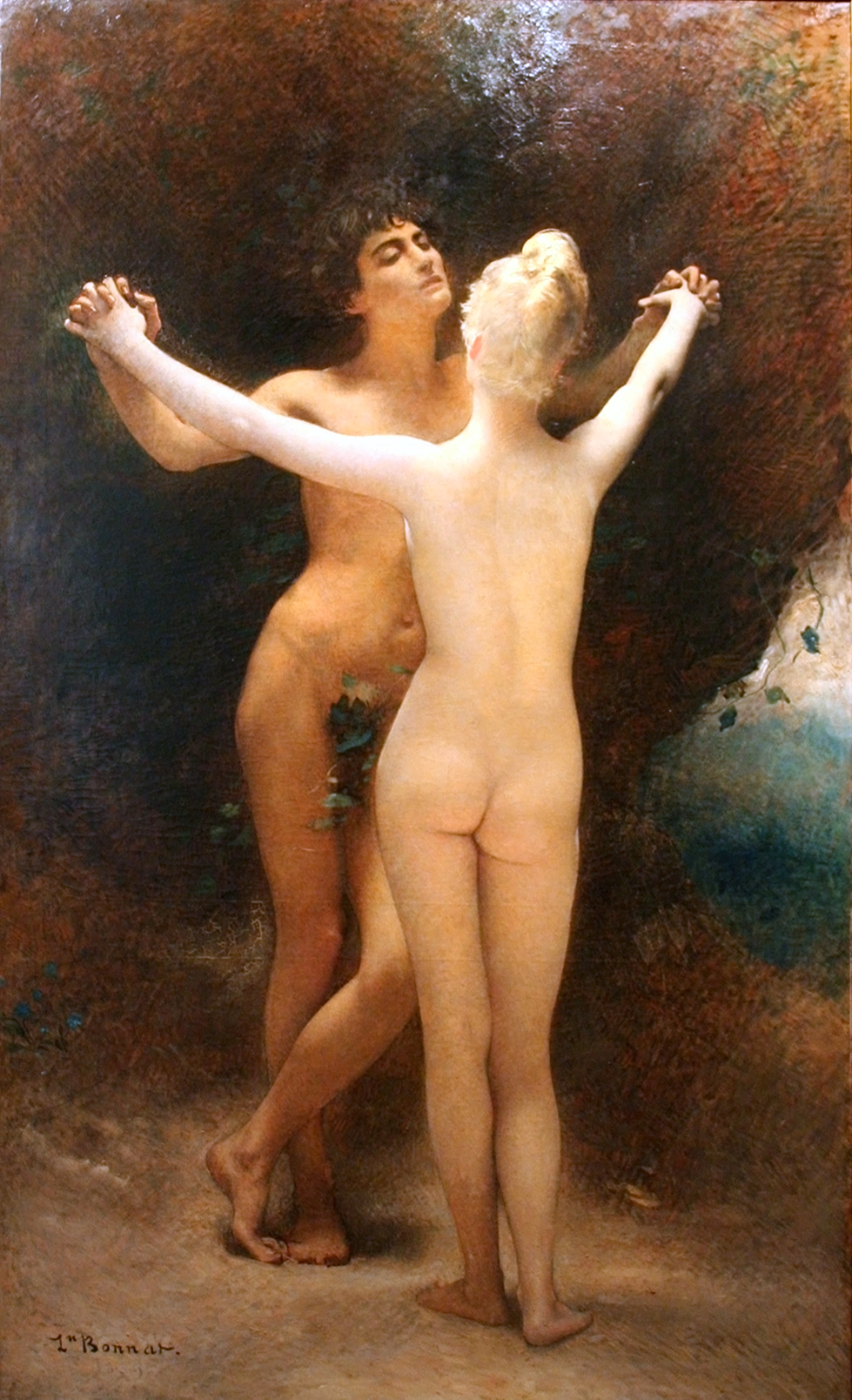
L'idylle est souvent en littérature, mais aussi dans les arts visuels, une scène « cliché ».
Léon Bonnat, Idylle, 1890, musée Bonnat-Helleu.

Beaucoup de clichés sont des fragments de phrase ou d'images créées par des écrivains et répétées via un phénomène d'intertextualité (Gérard Genette). Le décalage avec l'époque de réception conditionne en grande partie la nature du cliché. La plupart du temps, il est un aspect ou un détail d'une œuvre de fiction qui a préalablement été utilisé dans beaucoup d'autres œuvres, à tel point qu'il en a perdu son charme originel et finit par ennuyer ou agacer. Dans certains cas il peut même faire rire les spectateurs alors que ce n'était pas l'objectif visé. Il s'agit donc d'un stéréotype fictionnel, une sorte de lieu commun.
De manière assez fréquente, cliché désigne aussi quelque chose de non conforme à la réalité que l'on retrouve souvent dans la fiction. Certains artistes n'hésitent pas à récupérer des clichés dans un but satirique ou parodique. Molière avait réutilisé les lieux communs de la poésie « précieuse », Voltaire ceux des romans de chevalerie et Flaubert ceux du romantisme. En fait, et d'un point de vue de la création littéraire (intertextualité notamment), le cliché est un puissant mécanisme de reprise. Éviter le cliché peut même former des entreprises littéraires inédites, c'est le cas de Gustave Flaubert qui a pour ambition de rejeter le romantisme et ses clichés surannés pour atteindre le réalisme autoptique, notamment dans son œuvre Madame Bovary, dénonciation de la facilité du cliché.
La langue courante fourmille de clichés, certains sont même employés de manière automatique et sans que l'on y prête attention. Les clichés ont tendance, sous l'effet de l'évolution de la langue, à se grouper pour créer des formules figées : gravement malade et grièvement blessé sont souvent figées dans la langue orale, alors que les deux adverbes sont synonymes et de même étymologie. Les clichés sont aussi extrêmement employés dans le style journalistique: dans les titres et premières pages notamment. Les blagues, anecdotes et gags ou sketchs sont tous fondés sur des clichés. La publicité y a un recours quasi automatique, fondant ainsi ses messages sur des images partagées par tous et aisément compréhensibles.
Au cinéma, des réalisateurs comme Quentin Tarantino ont parfois fait, sciemment, un grand usage des clichés de films antérieurs. Le cliché est aussi à la base des sketches de nombreux comiques de music-hall. Certaines scènes sont de véritables clichés : lorsque le héros fume une cigarette par exemple, ou les scènes de baiser passionné entre protagonistes. Certains artistes utilisent sciemment des clichés, non pas dans un but humoristique, mais pour leur donner une dimension, une profondeur nouvelle. Par exemple, le film de science-fiction Blade Runner, de Ridley Scott, met en scène un futur imaginaire avec des personnages types du film noir (détective désabusé, femme fatale…), comme pour dire que ces personnages sont intemporels et correspondent à quelque chose de bien réel. 
Quelques films utilisent l'autodérision, en faisant appel volontairement à un certain nombre de stéréotypes. C'est tout particulièrement le cas du film Last Action Hero, de John McTiernan, qui recense — de par son sujet — de nombreux « clichés » cinématographiques, ainsi le héros ne se fait jamais mal, et les numéros de téléphone, dans les films, commencent « toujours » par « 555 », même s'il s'agit à la base d'une plage de numéros réservés à la fiction. C'est également le cas du film Il était une fois, des studios Disney, et avant lui, de Shrek, sur un mode plus satirique.

### Exemples
Certains clichés sont fréquent, par exemple, lors d'un deuil, on dit « tirer un trait » ou « tourner la page », pour dire qu'il faut oublier le défunt ou « avec le temps, cela ira mieux » pour réconforter un proche. Il en va de même dans le cas des surnom employés pour nommer son partenaire,  comme « astre des nuits », « biche » ou « sucre d'orge ».
D'autres clichés sont employés pour désigner des qualités comme avoir le « cœur sur la main » ou être une « gentille fille ».
Certains sont tellement employés, qu'il deviennent lexicalisés (c'est-à-dire qu'ils sont reconnus par la plupart des locuteurs) comme « son sang ne fit qu'un tour » pour signifier qu'une personne a pris peur. Ce cliché vient du fait que la peur entraine une augmentation du rythme cardiaque et donc, de la vitesse de circulation du sang dans le corps.
Gustave Flaubert les recense dans son Dictionnaire des idées reçues.

## Historique de la notion
Le terme de cliché provient historiquement du vocabulaire de la typographie et résume les sèmes d'« empreinte » et de « reproduction », que l'on retrouve dans l'acceptation photographique. Le cliché, plaque métallique portant l’empreinte d’une page ou d’une gravure permet en effet une reproduction à l'identique en un grand nombre d’exemplaires. Par extension, il vient à désigner la mémoire sélective, où les souvenirs semblent être imprimés. Avec la photographie, dès les années 1860, le cliché devient un procédé universel pour faire allusion à une idée ou une situation galvaudée et reproduite par tous dans le langage. La métaphore faite entre plaque photographique et cliché mental va demeurer vivace.
Pour Dantzig, le cliché est un « mot ou locution d’origine artistique, formant image, et qui est répété sans réfléchir ». Pour Rémy de Gourmont, les clichés sont « signes d'inattention et de déchéance ». Pour Max Jacob, « le cliché est un mot de passe commode en conversation pour se passer de sentir », allusion faite à la facilité de langage sur laquelle repose le cliché.
Pour certains écrivains ou linguistes modernes, le cliché doit sortir de son image populaire, proche du ressassé. Michael Riffaterre notamment ne le considère plus du point de vue normatif, banal ou galvaudé mais y voit un potentiel stylistique créateur, proche du fait de style. Dans le chapitre 6, intitulé « Fonction du cliché dans la prose littéraire » (Essais de stylistique structurale), Riffaterre définit le cliché comme une « unité expressive, d’ordre structural » et lui attribue deux caractéristiques : « une expressivité forte et stable » et une origine stylistique certaine.

### Figures proches
Parmi les figures « mère »[précision nécessaire], on retrouve la métaphore ou l'image. 
Le paronyme du cliché est l'idée reçue, alors que qu'un poncif, un lieu commun, un stéréotype ou une redite sont des synonymes.

### Controverse
La confusion entre « cliché » et « lieu commun » (en grec : topos) est récurrente dans la langue orale. Pourtant la distinction est réelle. Pour Victor Gadbois, dans le Dictionnaire de la linguistique, le cliché se définit comme « syntagme, expression, repris souvent d’un locuteur à l’autre et qui donne de ce fait l’impression d’une grande banalité » alors que le « lieu commun ou topique [qui] porte uniquement sur le sens et non sur l’expression. »
Ruth Amossy et Elisheva Rosen, dans Les Discours du cliché, proposent pour les distinguer que le cliché est de nature « discursive, par opposition au lieu commun qui ne se laisse pas définir au niveau verbal ». En d'autres termes, la distinction se porte sur la formulation et non sur la tournure de pensée produite.
Pour certains, le cliché est en fait une métaphore préférentielle passée dans le langage courant.

## Domaines transverses
En psychologie des groupes, on a pu remarquer que chaque groupe social avait ses propres clichés, comme s'ils étaient l'émanation d'une entité collective. En ce sens la psychologie désigne les stéréotypes et le processus de généralisation comme les mécanismes à l'œuvre dans la formation de clichés, nécessaires à la cohésion du groupe.
En sociologie et anthropologie, tout cliché est relatif à une culture donnée. Par conséquent, d'un peuple à un autre, ils ne sont pas les mêmes. Par exemple, dans les films non français, les Français sont souvent présentés comme des gens raffinés et élégants, tandis que dans les films français (en particulier dans les comédies), ils sont au contraire présentés comme des beaufs. De plus, si l'on considère une autre définition du terme « culture », le cliché est le témoin d'un partage, il a un caractère unificateur puisque tout le monde (ou presque) le connaît et le reconnaît comme tel. Le cinéma, dès son apparition, a cherché à trouver un ton universel, à développer sa symbolique propre, en créant des personnages-types (cow-boy, vamp…) sur la base de ceux des histoires ancestrales, ainsi que des genres classifiables. Aujourd'hui, le média qui véhicule des clichés universels, tels qu'ils peuvent être source de sens aux populations les plus éloignées, est la télévision, notamment au travers des séries télévisées ou des publicités. Plus récemment, ces clichés se sont naturellement déplacés sur internet, amplifiés par les réseaux sociaux, ces mèmes internet allant jusqu'à être utilisés pour la communication institutionnelle.
En littérature comparée, et plus particulièrement dans le domaine de l’imagologie, le terme de cliché désigne une image réductrice, déformée et généralisante de l’autre comme étranger, des autres pays ou régions, des autres peuples, souvent négative, proche du stéréotype ou de l'ethnotype. Le cliché est souvent à l'origine de la perception de l'autre et du phénomène de l'altérité.